# Cal Claret
|  | Per a altres significats, vegeu «Cal Claret (Sallent)». |

Cal Claret és una masia al terme municipal de la Molsosa, a la comarca catalana del Solsonès. Es té constància de l'edificació des del segle xvii.
És a 646 m d'altitud, a l'oest del municipi del pla de la Molsosa i al peu de la carretera cap a Prades. Està envoltada de grans extensions de conreu i prop de l'església de Santa Maria.

## Descripció
És la construcció originària, i no ha sofert cap mena de transformació important ni ampliació. De planta quadrada, està feta amb materials tradicionals. La façana principal de pedra vista va ser rehabilitada, i la teulada és de teula àrab. Algunes de les obertures han estat modificades de dimensions i geometria. A l'entrada de l'habitatge apareix una llinda de fusta amb data de 1883, possible reforma molt posterior a la construcció.
Al costat de la masia hi ha un cobert de pedra tradicional a dues aigües, una part amb pilars de pedra i estructura de fusta formant així un porxo. La resta del cobert en el seu dia servia com a cort de bestiar. La llinda de l'entrada té la data 1888. Posteriorment s'aprecia la construcció d'un nou cobert annex al primer també construït amb materials tradicionals.